# Ольга Александровна
О́льга Алекса́ндровна Рома́нова (1 [13] июня 1882, Петергоф, Санкт-Петербургская губерния — 24 ноября 1960, Торонто) — великая княгиня Российского императорского дома, младшая дочь императора Александра III Александровича и императрицы Марии Фёдоровны — после Николая, Александра, Георгия, Ксении и Михаила. Родоначальница династии Куликовских-Романовых. Художница.
Ольга Александровна на момент смерти оставалась последней великой княгиней дома Романовых. Родилась во дворце Коттедж в Петергофе. Выросла в Гатчинском дворце в пригороде Санкт-Петербурга. Отношения с матерью, императрицей Марией Фёдоровной, были холодными. В 1901 году вышла замуж, за герцога Ольденбургского. Брак был неудачным и окончился разводом в 1915 году. Впоследствии Ольга Александровна вышла за Николая Куликовского. После Февральской революции уехала в Крым с матерью и мужем, где они проживали в условиях, близких к домашнему аресту. Её братья Николай с семьёй и Михаил были убиты революционными властями. В 1925 году в Берлине встречалась с самой известной лже-Анастасией — Анной Андерсон. Одна из немногих членов Императорской семьи, спасшихся после Октябрьской революции, жила в Дании, затем в Канаде, пережила всех прочих детей императора Александра III. Как и отец, она предпочитала простую жизнь. За свою жизнь написала более 2000 картин, доходы от продажи которых позволяли ей поддерживать семью и заниматься благотворительностью. В апреле 2024 года коллекция, содержащая 43 акварельных рисунка Ольги Александровны, а также артефакты, относящиеся к династии Романовых, была продана на аукционе за 60 миллионов рублей.
Умерла в возрасте 78 лет, семь месяцев спустя после смерти старшей сестры Ксении Александровны.

## Биография

### Детство

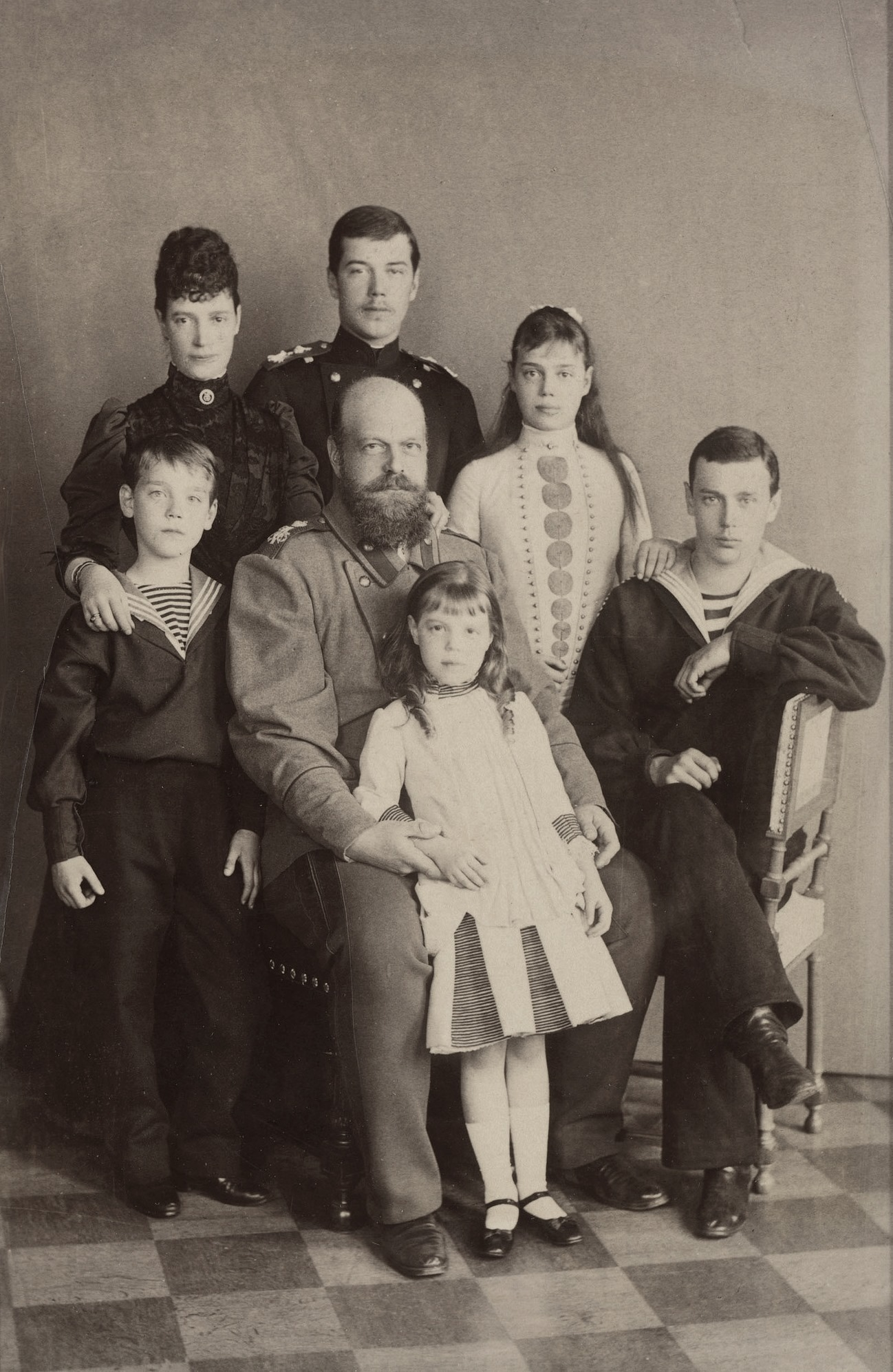
Ольга (в центре) с отцом, Александром III, 1888 год. Сзади: (слева направо): великий князь Михаил, императрица Мария Фёдоровна, великий князь Николай (Николай II), великая княжна Ксения и великий князь Георгий

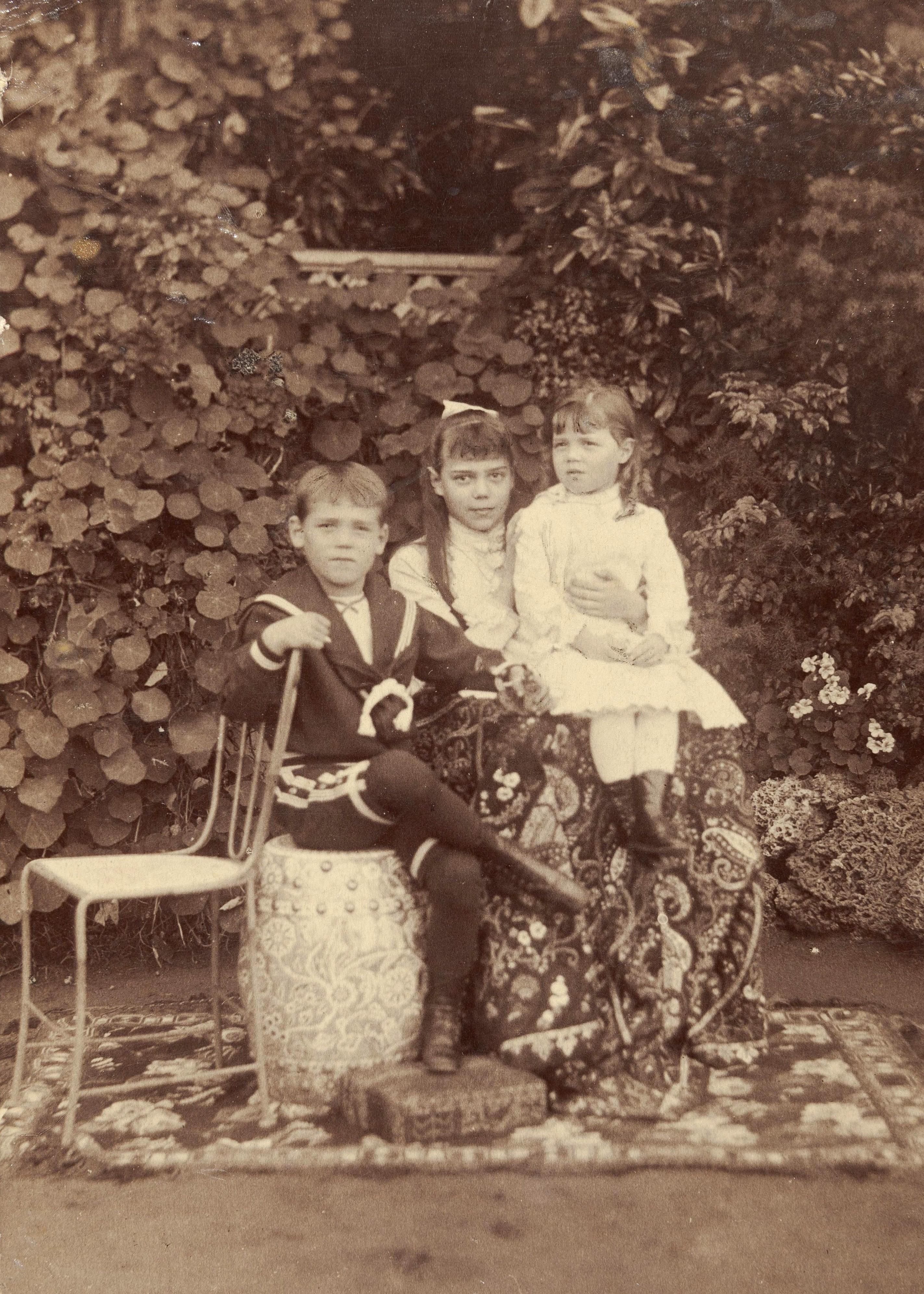
Вел.княжна Ольга Александровна (справа) с братом Михаилом и сестрой Ксенией. Около 1887 г.

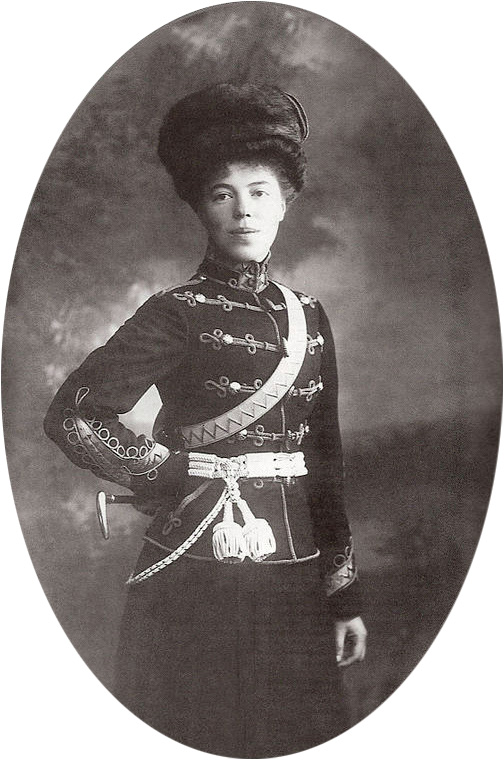
Великая княжна Ольга Александровна в гусарской форме «своего» полка. Около 1905—1907 годов.

Родилась под Петербургом, в Петергофе, во дворце Коттедж, в 1882 году. Воспитывалась при дворе своего отца императора Александра III, а потом брата — Николая II. Её рождение было ознаменовано пушечным салютом Петропавловской крепости и по всей России. По совету тётушки, Александры Датской — королевы Великобритании, Ольгу воспитывала английская гувернантка Елизавета Франклин. Императорская фамилия находилась под угрозой атаки террористов, поэтому, по соображениям безопасности, Ольга воспитывалась в Гатчинском дворце, в 40 километрах к югу от Санкт-Петербурга. Ольга с сестрой воспитывались в простой, строгой обстановке. Они спали на жёстких походных постелях, вставали на заре и умывались холодной водой, завтракали овсянкой.
Впервые Ольга выехала за пределы Гатчинского дворца ранней осенью 1888 года для поездки на Кавказ. 29 октября на обратном пути в районе маленький станции Борки царский поезд сошёл с рельсов. В это время царская семья находилась в столовой. Вагон был разорван, тяжёлая железная крыша угрожающе прогнулась внутрь. Император лично поддерживал на плечах крышу вагона, пока все члены его семьи не выбрались наружу. При крушении погиб 21 человек, многие были ранены. Императрица Мария Фёдоровна лично ухаживала за ранеными, своё платье она рвала на бинты. Официально причиной аварии специальная комиссия назвала несчастный случай, но тем не менее ходили слухи о заложенных на линии бомбах.
Сёстры получали домашнее образование. Им преподавали историю, географию, русский, английский и французский языки, рисование и танцы. С ранних лет их учили конному спорту, и они стали умелыми наездницами. Императорская семья была религиозной и строго соблюдала Великий пост. Праздники проводили в Петергофе и с бабушкой в Дании.
Отношения с матерью были сложными. Особенно тёплыми были отношения с отцом и младшим из братьев Михаилом. Они часто проводили время вместе — гуляли в лесах Гатчины.

 «Отец был для меня всем. Как бы ни был он занят своей работой, он ежедневно уделял мне эти полчаса… А однажды Папа показал мне очень старый альбом с восхитительными рисунками, изображающими придуманный город под названием Мопсополь, в котором живут Мопсы… Показал он мне тайком, и я была в восторге от того, что отец поделился со мной секретами своего детства».— Воспоминания великой княжны Ольги Александровны
Ольга с детства полюбила рисование. Она вспоминала: «Даже во время уроков географии и арифметики мне разрешалось сидеть с карандашом в руке, потому что я лучше слушала, когда рисовала кукурузу или дикие цветы». Как только появлялась возможность, она делала наброски и зарисовки. С ней занимались известные художники Маковский, Жуковский и Виноградов. 
В 1894 году император тяжело заболел, была отменена поездка в Данию. 20 октября, в возрасте 49 лет, Александр III скончался. Ольга очень тяжело переживала утрату.

### Придворная жизнь
Ольга должна была выйти в свет летом 1899 года, но из-за смерти брата Георгия Александровича выход отложили на год. Ольга сохранила негативные воспоминания об этом событии. Как потом она призналась своему официальному биографу Яну Ворресу:

 «Я чувствовала себя выставленным в клетке на всеобщее обозрение зверьком».— Воспоминания великой княжны Ольги Александровны
В 1901 году Ольга была назначена шефом (почётным командиром) 12-го Ахтырского гусарского полка.
В 1900-х годах Ольга Александровна проводила в Гатчинском дворце художественные вернисажи, на которых были представлены, кроме ее собственных работ, картины разных молодых художников. Протопресвитер Георгий Шавельский писал, что Ольга Александровна среди всех особ императорской фамилии отличалась «необыкновенной простотой, доступностью, демократичностью. В своем имении в Воронежской губернии она... ходила по деревенским избам, нянчила крестьянских детей. В Петербурге часто ходила пешком, ездила на простых извозчиках, причем очень любила беседовать с последними». Она помогала крестьянам после пожаров – кровлей, строительными материалами, деньгами, устраивала благотворительные обеды для пострадавших. Она стала крестной матерью для многих крестьянских детей. Когда в семье рождался ребенок, Ольга Александровна вешала на калитку узелок с детскими принадлежностями и подарками.

### Первый брак
27 июля 1901 года в Гатчинской дворцовой церкви состоялось её браковенчание с принцем Петром Александровичем, герцогом Ольденбургским, который был старше её на 14 лет (Ольге в то время было 19 лет). Проживали супруги в особняке Барятинских (дом 46—48 по Сергиевской улице). Пётр и Ольга приходились друг другу и троюродными, и четвероюродными братом и сестрой: отец Ольги, император Александр III, был двоюродным братом матери Петра и троюродным братом отца Петра. Таким образом, супруги имели двух общих предков — двух российских императоров Павла I и Николая I.

Великая княжна некрасивая, её вздёрнутый нос и вообще монгольский тип лица выкупается лишь прекрасными по выражению глазами, глазами добрыми и умными, прямо на вас смотрящими. Желая жить в России, она остановила свой выбор на сыне принца Александра Петровича Ольденбургского. При родовитости своей и значительности денежного состояния, принц во всех отношениях посредственный, а во внешности своей ниже посредственного человека; несмотря на свои годы, он почти не имеет волос на голове и вообще производит впечатление хилого, далеко не дышащего здоровьем и никак не обещающего многочисленного потомства человека. Очевидно, соображения, чуждые успешности супружеского сожития, были поставлены здесь на первый план, о чём едва ли не придётся со временем пожалеть.— Государственный секретарь Александр Половцов

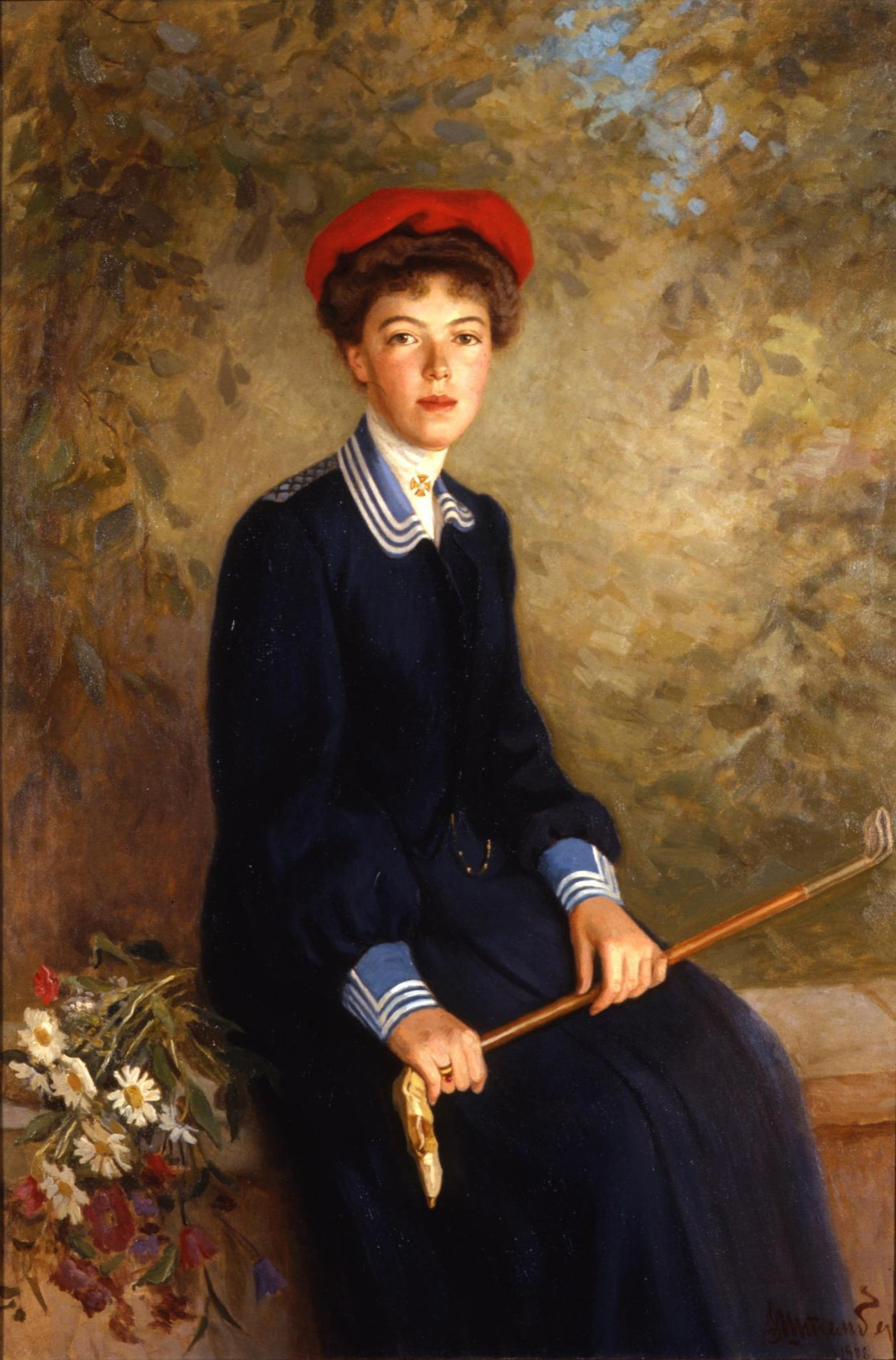
Портрет великой княгини Ольги Александровны.
В. К. Штемберг, 1908 г.

Все 15 лет брака с принцем Ольденбургским великая княжна оставалась девственницей: «Мы прожили с ним под одной крышей 15 лет, но так и не стали мужем и женой», — писала в своих мемуарах Ольга Александровна. Существует мнение, что вдовствующая императрица намеренно выдала дочь за Петра Ольденбургского, известного своей гомосексуальностью, из эгоистических соображений — чтобы дочь больше уделяла времени одинокой матери, а не своему мужу.
С 1904 по 1906 год герцог Пётр служил в Царском Селе, дворцовом комплексе к югу от Санкт-Петербурга. В Царском Селе Ольга сблизилась с Николаем и его семьёй. Ольга ценила свои отношения с царскими дочерьми. С 1906 по 1914 год она вывозила племянниц на вечеринки и балы в Санкт-Петербурге. Особенно сильно она любила Анастасию. Через брата познакомилась с Распутиным, но не признавала его, хотя и не показывала в открытую своей неприязни.
В 1906 году для супругов была обустроена усадьба Ольгино близ Рамони (Воронежская область).
Ход Русско-японской войны и недовольство населения политическим курсом вызывали постоянные волнения и выступления. 6 января 1905 года, в празднование Крещения Господня во время праздничного салюта был произведён боевой артиллерийский выстрел в сторону Зимнего дворца, перед которым на набережной находился Николай II со свитой. Часть картечи попала в окна, осколки стекла осыпались на Ольгу и вдовствующую императрицу. Три дня спустя, во время Кровавого воскресенья, в различных столкновениях погибло около 1000 человек. Месяц спустя был убит дядя Ольги Александровны — великий князь Сергей Александрович. По всей стране вспыхивали беспорядки, в том числе и на флоте.
Постоянные народные выступления, побег великого князя Михаила ради морганатической свадьбы и собственный неудачный брак сказались на здоровье Ольги Александровны.

### Первая мировая война

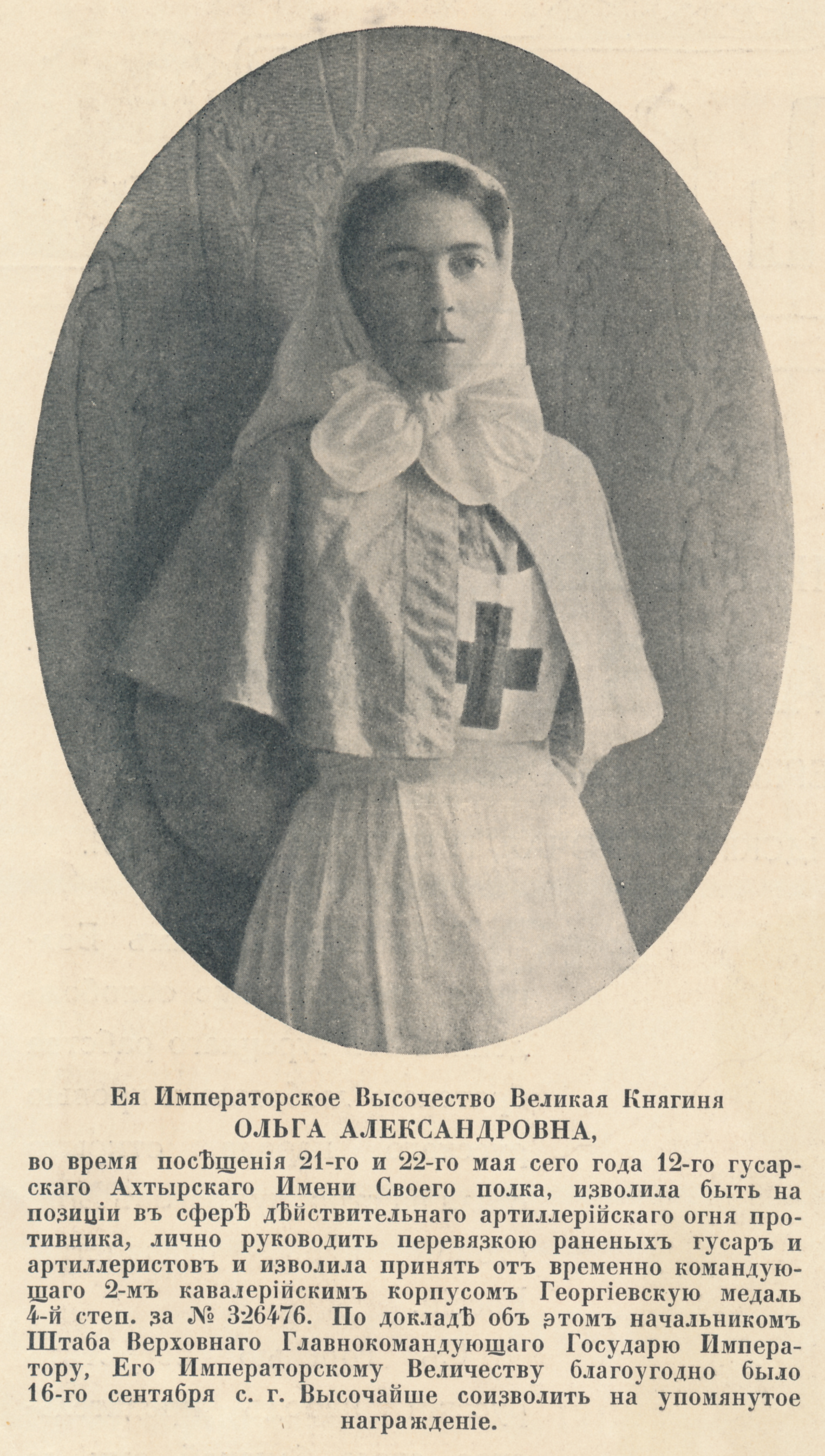
Ольга Александровна, 1915 год.

Во время Первой мировой войны — сестра милосердия, неоднократно выезжала в действующую армию. На собственные средства обустроила в Киеве госпиталь, в нем же служила сестрой милосердия. С целью сбора денег для Красного Креста, репродукции ее произведений были напечатаны на почтовых открытках вместе с работами известных художников того времени.

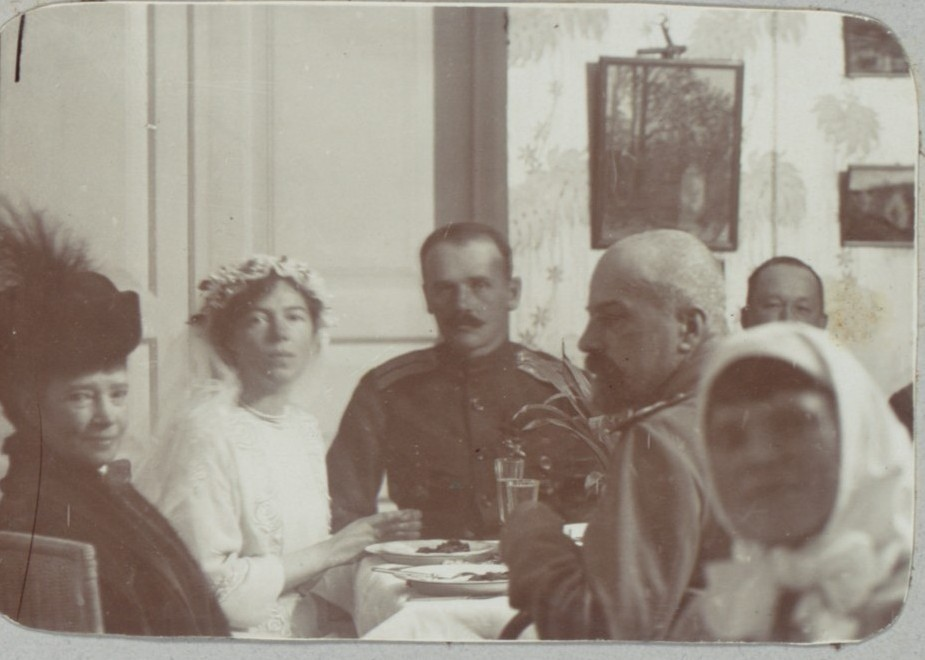
Свадьба Ольги Александровны с Николаем Куликовским. Киев, 1916 год

Еще в 1903 году Ольга познакомилась с офицером гвардии Николаем Куликовским и полюбила его. Она просила мужа дать ей развод, но он отказался. Она просила и Николая II об аннулировании брака, но лишь 27 августа 1916 года он утвердил определение Святейшего синода, признававшее её брак с принцем Ольденбургским расторгнутым.
После долгих лет ожидания 4 ноября 1916 года Николай Куликовский стал её мужем до конца дней. В церкви святителя Николая в Киеве состоялось их венчание. В августе 1917 года в крымском Ай-Тодоре у супругов родился первенец — сын Тихон. Императрица Мария Фёдоровна так написала об этом:

Временами, когда кажется, что уже невозможно всё это выносить, Господь посылает нам нечто вроде лучика света. Моя милая Ольга родила baby, маленького сына, который конечно же принёс в моё сердце такую неожиданную радость…— Императрица Мария Фёдоровна

### Революция. Падение династии Романовых
Внутренние противоречия и экономические трудности усиливались по мере втягивания России в войну, как следствие — росли революционные настроения. После отречения Николая Второго от престола в 1917 году многие члены императорской фамилии, включая самого императора и его ближайших родственников попали под домашний арест. Вдовствующая императрица, великий князь Александр и Ольга Александровна перебрались в Крым к Ксении Александровне. Они жили в поместье Александрия, примерно в 12 километрах от Ялты. 12 августа у Ольги родился первенец, которого назвали в честь Тихона Задонского, святого, почитаемого в Ольгино — имении Ольги Александровны. Дети Ольги Александровны, хотя и были внуками императора, не принадлежали к особам королевской крови, так как их отец был простым дворянином. 
Романовы были изолированы от мира и практически ничего не знали о судьбе императора. Николай, Александра с детьми поначалу никуда не выезжали из Александровского дворца, но потом Временное правительство под руководством Александра Керенского перевезло их в Тобольск в Сибири. В феврале 1918 года большая часть императорской семьи переехала из Ай-Тодора в Дюльбер, где уже находились под домашним арестом великие князья Николай и Пётр. Ольга Александровна с мужем остались в Ай-Тодоре. Ялтинский революционный совет «приговорил» к смерти всю семью Романовых, однако исполнение приговора затянулось из-за соперничества между революционными советами.
К апрелю 1918 года Центральные державы вторглись в Крым, и революционная стража была сменена немецкой, но режим содержания стал более свободным. В ноябре 1918 года, после капитуляции в Первой мировой войне, германские войска покинули оккупированные территории бывшей Российской империи. Территория временно перешла под контроль лояльных к белому движению союзников, и члены императорской фамилии получили возможность выехать из страны. Вдовствующая императрица с семьёй и друзьями выехала на британском корабле «Мальборо». К тому моменту Николай Второй уже был убит, и семья справедливо сочла, что его супруга и дети были убиты вместе с ним. Михаил, любимый брат, был убит в районе Перми в июне 1918 года.
После отъезда матери-императрицы Марии Фёдоровны за границу Ольга Александровна с мужем отказались покидать Россию и переехали на Кавказ, очищенный от большевиков Вооружёнными силами Юга России, в крупную казачью станицу Новоминская, куда её привёз лейб-казак государыни Марии Фёдоровны Тимофей Ксенофонтович Ящик. Здесь в 1919 году у супругов родился второй сын, Гурий. Ребёнка назвали в честь Гурия Панаева, офицера Ахтырского полка, убитого во время Первой мировой.

### Эмиграция

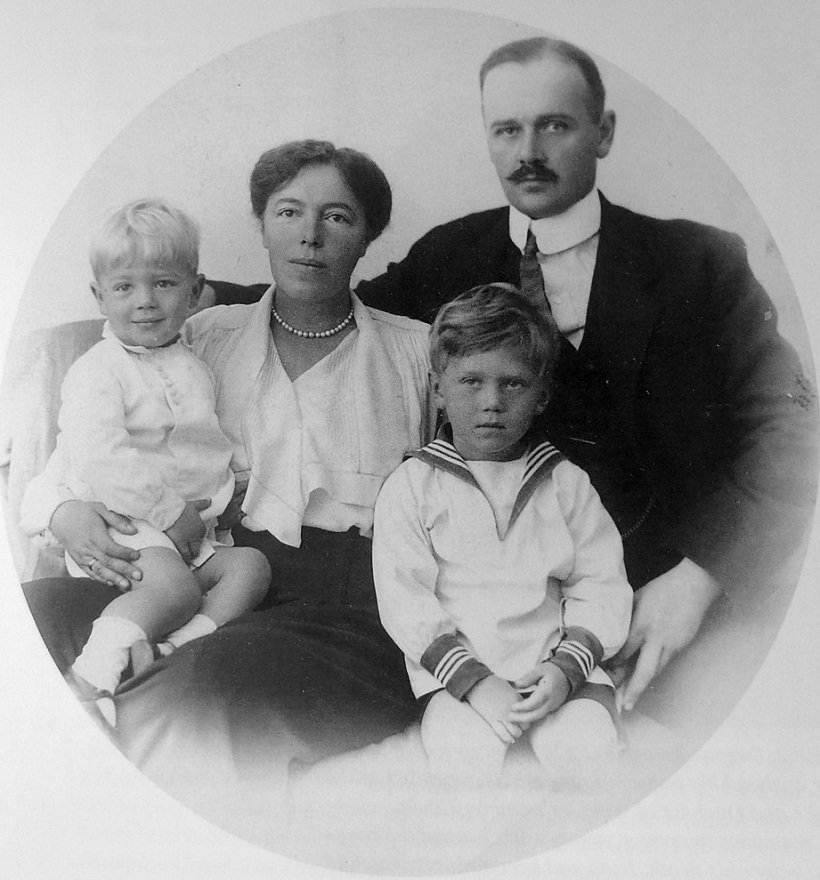
Великая княгиня Ольга Александровна с мужем и детьми. Около 1921 г.

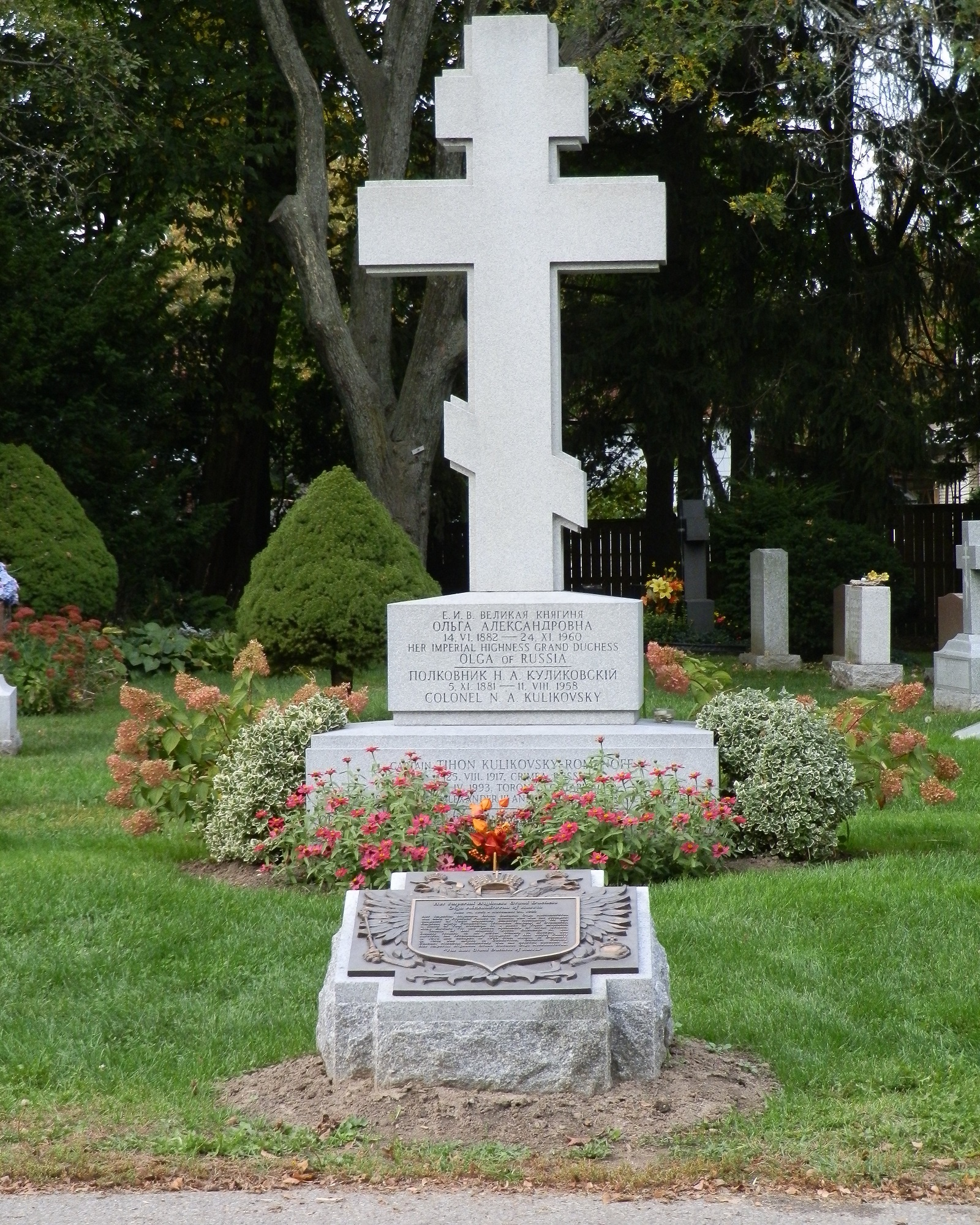
Могила Великой княгини Ольги Александровны на кладбище Норт-Йорк (North York) в Торонто

С Кубани семья Ольги Александровны переехала в Ростов-на-Дону, затем через Константинополь, Белград и Вену в 1920 году наконец добралась до Дании. В этот период семья Ольги Александровны располагалась во дворце Амалиенборг вместе с вдовствующей императрицей Марией Фёдоровной. В 1928 году, после смерти матери-императрицы, семья великой княгини приобрела дом Кнудсминде в Баллерупе, в 24 км от Копенгагена. В музее города поныне находится постоянная экспозиция картин Ольги Александровны.
Двое сыновей Великой княгини, Гурий и Тихон, служили в Датской Королевской лейб-гвардии. Близким другом семьи был российский эмигрант, впоследствии коллаборационист Кристиан фон Шальбург; Ольга была крёстной матерью последнего и, хотя не поддерживала его выбор встать на сторону оккупантов в годы войны, не отвернулась от него в личном плане. Её сыновья ответили твёрдым отказом на предложение Шальбурга вступить в войска СС в 1941 году.
Позже Советский Союз предъявил Дании ноту протеста в связи с тем, что Ольга Александровна помогает русским на чужбине — «врагам народа», и весной 1948 года, спасаясь от преследования Сталина, семья перебралась в Канаду, где поселилась в деревне Куксвилль, в настоящее время слившейся с городом Миссиссога, рядом с Торонто. Жила в Канаде под именем Ольга Александровна Куликовски (Olga Alexandrovna Kulikovsky), продолжая, тем не менее, русские традиции, празднуя все православные праздники. В 1959 году встречалась с королевой Елизаветой II (внучкой её двоюродного брата) и её супругом принцем Филиппом во время их визита в Канаду.
Умерла в 1960 году в возрасте 78 лет, через 2 года после мужа. Была отпета в православном храме Торонто, где в карауле у гроба стояли офицеры 12-го гусарского Ахтырского Е. И. В. Великой княгини Ольги Александровны полка, шефом которых она стала в 1901 году. Похоронена на Йоркском кладбище Торонто.

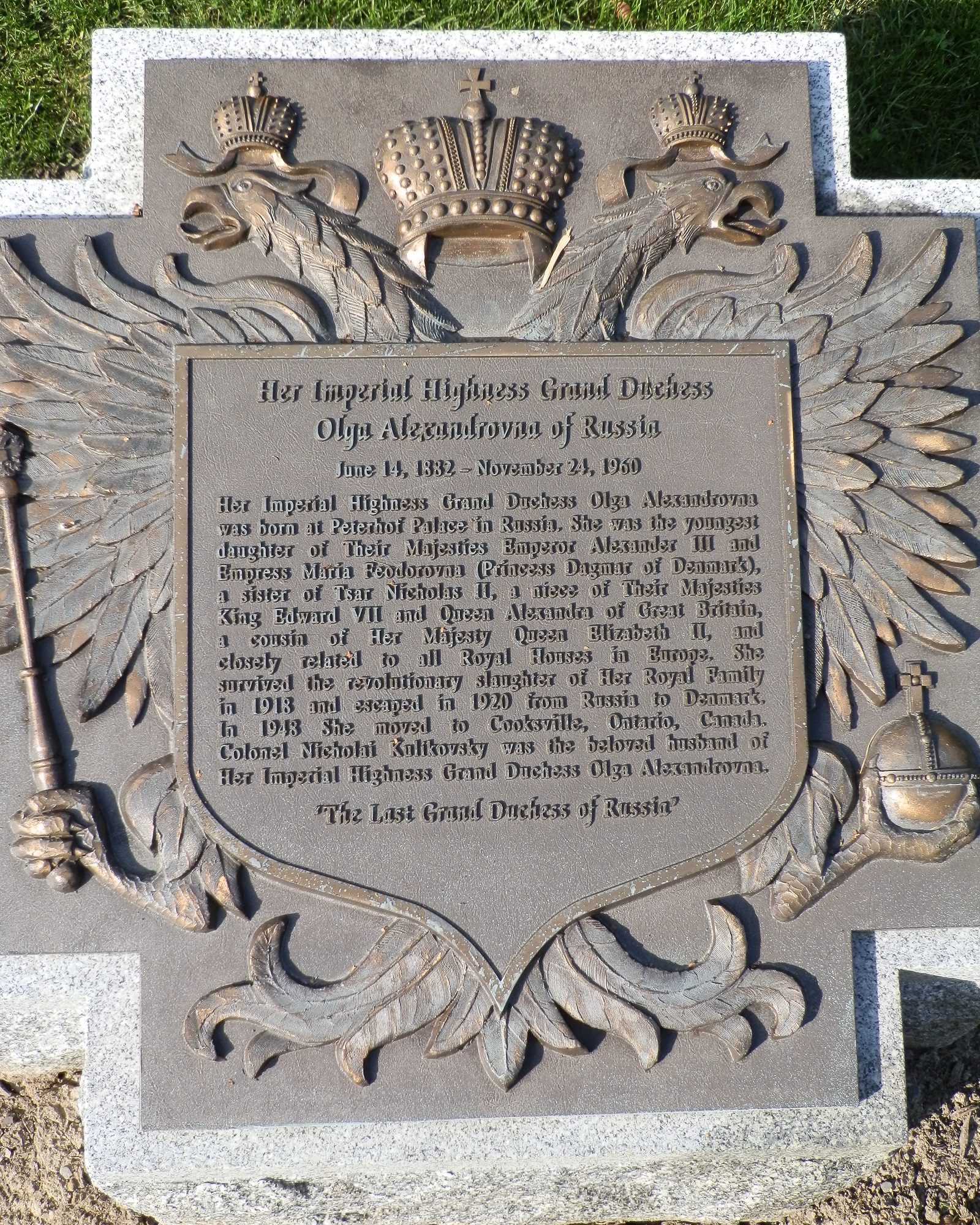
Памятная табличка на могиле Великой княгини Ольги Александровны

Великая княгиня Ольга Александровна оставила мемуары, литературную запись которых сделал Ян Воррес.

## Современники о Великой княгине Ольге Александровне
Протопресвитер Георгий Шавельский:

Великая княгиня Ольга Александровна среди всех особ императорской фамилии отличалась необыкновенной простотой, доступностью, демократичностью. В своем имении Воронежской губ. она совсем опращивалась: ходила по деревенским избам, нянчила крестьянских детей и пр. В Петербурге она часто ходила пешком, ездила на простых извозчиках, причём очень любила беседовать с последними.— Протопресвитер Георгий Шавельский
Ещё в 1905 году, в Маньчжурии, генерал Алексей Куропаткин, знавший её простоту и демократический вкус, шутливо отзывался, что она «с краснинкой»:

Следующее мое свидание с вел. княгиней Ольгой Александровной было 12 ноября 1918 года в Крыму, где она жила со вторым своим мужем, ротмистром гусарского полка Куликовским. Тут она ещё более опростилась. Незнавшему её трудно было бы поверить, что это великая княгиня. Они занимали маленький, очень бедно обставленный домик. Великая княгиня сама нянчила своего малыша, стряпала и даже мыла бельё. Я застал её в саду, где она возила в коляске своего ребёнка. Тотчас же она пригласила меня в дом и там угощала чаем и собственными изделиями: вареньем и печеньями. Простота обстановки, граничившая с убожеством, делала её ещё более милою и привлекательною.— генерал Алексей Куропаткин

Прелестная женщина, настоящий русский человек, удивительного обаяния… Ольга Александровна сердечный товарищ наших офицеров. Сколько тайн, секретов, горестей, романов нашей молодёжи знает княгинюшка!— капитан 2-го ранга Гвардейского экипажа Николай Саблин

## Память
В датском городе Баллеруп, где она проживала с мужем и детьми с 1930 по 1948 год, создан музей Ольги Александровны.
В 2003 году режиссёр Соня Вестерхольт сняла документальный фильм «Ольга — последняя Великая княгиня» (совместное производство России, Дании и Канады).
В городе Павловске Воронежской области 4 ноября 2017 года в рамках традиционных ежегодных торжеств на здании Ольгинской гимназии была открыта мемориальная доска в честь Великой княгини, которая являлась покровительницей этого учебного заведения с 1913 года.
В честь великой княгини Ольги Александровны назван мыс Ольги (полуостров Камчатка, Кроноцкий залив, название было присвоено в 1882 году экипажем клипера «Вестник»).

## Дети
- Куликовский-Романов, Тихон Николаевич
- Куликовский, Гурий Николаевич